# Salgótarján
Salgótarján [ˈʃɒlɡoːtɒrjaːn] es una ciudad situada al norte de Hungría. Tiene una población estimada, a inicios de 2022, de 31 484 habitantes. Es la capital del condado de Nógrád.

## Geografía
La ciudad se encuentra en los montes Cserhát, cerca de Eslovaquia. Está a unos 120 km de Budapest, la capital húngara y a unos 70 km de Miskolc.

## Economía
La economía de Salgótarján se basa en el turismo, en la industria y en sus recursos minerales (lignito). La industria actual de Salgótarján está determinada por las fábricas del polígono industrial, que operan en el límite sur de la ciudad: una fábrica de estufas y una fábrica de maquinaria química, que aún están en funcionamiento, así como la reactivada fábrica de vidrio. 

## Turismo
Sus principales atracciones turísticas son: 
- El castillo medieval de Salgó, del siglo XIII, que fue construido sobre la cima de una colina rocosa a pocos kilómetros al norte.

## Demografía
En 2001, la composición de la población de la ciudad era de un 93,8% de húngaros, un 2,5% de gitanos, 0,2% de alemanes de Hungría, 0,2 de eslovacos y un 3,3 de otros. El número de habitantes de Salgótarján se ha desarrollado de la siguiente manera: 

## Ciudades hermanadas
Salgótarján está hermanada con:
- Banská Bystrica (Eslovaquia)
- Vantaa (Finlandia)
- Gliwice (Polonia)
- Vigarano Mainarda (Italia)
- Lučenec (Eslovaquia)
- Uricani (Rumania)